# Maria João Pires
Maria João Pires (* 23. června 1944 Lisabon, Portugalsko) je portugalská klavíristka.
Hře na klavír se věnuje od svých tří let, od pěti let veřejně vystupuje, hru na klavír studovala ve Francii a na Lisabonské konzervatoři, kterou absolvovala v 16 letech. Poté dále studovala v Německu u Rösl Schmidtové v Mnichově a Karla Engela v Hannoveru. V roce 1970 vyhrála interpretační soutěž, pořádanou k dvoustému výročí narození Ludwiga van Beethovena.
Od roku 1989 exkluzivně nahrává pro firmu Deutsche Grammophon, patří mezi celosvětové uznávané špičkové interprety díla Wolfganga Amadea Mozarta. Za svoji nahrávku kompletních Mozartových klavírních sonát obdržela v roce 1990 cenu Grand Prix du Disque.